# Villa Bouchina
Villa Bouchina er en bygning i Doetinchem, Holland. Under 2. verdenskrig blev den brugt som som opsamlingslejr, bl.a. for fanger på vej til koncentrationslejren Theresienstadt.
Blandt fangerne var Peter Spier og hans familie.

## Ekstern henvisning
- Hjemmeside om Villa Bouchina på Archive.org (nederlandsk/hollandsk)

| Historie | Spire Denne historieartikel er en spire som bør udbygges. Du er velkommen til at hjælpe Wikipedia ved at udvide den. |

51°58′11″N 6°17′20″Ø / 51.96982°N 6.28882°Ø